# Meurtres de Beenham
 (août 2023).
La mise en forme du texte ne suit pas les recommandations de Wikipédia : il faut le « wikifier ».
Les points d'amélioration suivants sont les cas les plus fréquents. Le détail des points à revoir est peut-être précisé sur la page de discussion.
- Les titres sont pré-formatés par le logiciel. Ils ne sont ni en capitales, ni en gras.
- Le texte ne doit pas être écrit en capitales (les noms de famille non plus), ni en gras, ni en italique, ni en « petit »…
- Le gras n'est utilisé que pour surligner le titre de l'article dans l'introduction, une seule fois.
- L'italique est rarement utilisé : mots en langue étrangère, titres d'œuvres, noms de bateaux, etc.
- Les citations ne sont pas en italique mais en corps de texte normal. Elles sont entourées par des guillemets français : « et ».
- Les listes à puces sont à éviter, des paragraphes rédigés étant largement préférés. Les tableaux sont à réserver à la présentation de données structurées (résultats, etc.).
- Les appels de note de bas de page (petits chiffres en exposant, introduits par l'outil «  Source ») sont à placer entre la fin de phrase et le point final[comme ça].
- Les liens internes (vers d'autres articles de Wikipédia) sont à choisir avec parcimonie. Créez des liens vers des articles approfondissant le sujet. Les termes génériques sans rapport avec le sujet sont à éviter, ainsi que les répétitions de liens vers un même terme.
- Les liens externes sont à placer uniquement dans une section « Liens externes », à la fin de l'article. Ces liens sont à choisir avec parcimonie suivant les règles définies. Si un lien sert de source à l'article, son insertion dans le texte est à faire par les notes de bas de page.
- La présentation des références doit suivre les conventions bibliographiques. Il est recommandé d'utiliser les modèles {{Ouvrage}}, {{Chapitre}}, {{Article}}, {{Lien web}} et/ou {{Bibliographie}}. Le mode d'édition visuel peut mettre en forme automatiquement les références.
- Insérer une infobox (cadre d'informations à droite) n'est pas obligatoire pour parachever la mise en page.

Pour une aide détaillée, merci de consulter Aide:Wikification.
Si vous pensez que ces points ont été résolus, vous pouvez retirer ce bandeau et améliorer la mise en forme d'un autre article.
Les meurtres de Beenham correspondent aux meurtres d'une adolescente et de deux petites filles de 9 ans, dans le village Beenham, dans le comté de Berkshire en Angleterre, en 1966 et 1967. David Burgess, habitant dans la région, a été déclaré coupable de deux de ces meurtres en 1967, pour lesquels il a reçu deux condamnations à perpétuité. En 2012, grâce à de nouvelles preuves médico-légales, il a été inculpé pour le troisième meurtre et condamné à 27 ans de prison,.

## Yolande Waddington
Yolande Waddington, 17 ans, venait tout juste de commencer à travailler pour la famille Jagger, à la ferme d'Oakwood, sur Clay Lane, à Beenham, en tant que nourrice de leur petite fille. Yolande est née à Maidstone, dans le Kent, et vivait avec sa famille à Newbury, dans le Berkshire, à une quinzaine de kilomètres de Beenham, avant de déménager à Oakwood. À 22h15, le 28 octobre 1966, Yolande a quitté la ferme et s'est rendue au village pour déposer dans une boîte aux lettres une lettre destinée à son petit-ami. Ce trajet devait durer environ 15 minutes. Alors qu'elle était au village, elle s'est rendue au pub Six Bells pour acheter des cigarettes, à 22h35. C'est la dernière fois qu'elle a été vue.
Le lendemain, lorsque la famille Jagger a remarqué que Yolande n'était pas revenue à la ferme, ils ont téléphoné à son petit-ami, qui leur a dit qu'il n'avait aucune idée de là où elle se trouvait. Ils ont signalé sa disparition à la police en milieu de journée. Le 30 octobre, deux laboureurs ont trouvé des vêtements tâchés de sang sous des bottes de foin dans une étable sur Clay Lane. Le corps de Yolande a été retrouvée dans un fossé gorgé d'eau à proximité de l'étable.
Ses mains avaient été liées avec de la ficelle et l'autopsie, menée par le pathologiste Keith Simpson, a révélé qu'elle était morte étranglée avec une ficelle. Yolande a également été poignardée à deux reprises sur son torse, engendrant des blessures d'une profondeur d'environ 51 mm. L'heure du décès a été déterminée entre 22h30 et minuit.
Des agents de la brigade criminelle régionale, ainsi que des agents de Scotland Yard, ont été dépêchés dans la région. Des aviateurs américains équipés de détecteurs de mines et basés à la RAF Greenham Common, ont participé à la recherche de l'arme du crime autour de l'étable. La lame brisée d'un canif, similaire à l'arme supposée du crime, a été découverte. Plus de 4 000 témoignages ont été recueillis auprès de la population locale. L'analyse des tâches de sang sur les vêtements de Yolande a révélé la présence de sang appartenant à un autre groupe que le sien.
En novembre 1966, tous les hommes de Beenham, âgés de 16 à 50 ans, ont été appelés à donner un échantillon de leur sang lors de l'une des premières analyses sanguines de masse volontaires de l'histoire criminelle de l'Angleterre. Plus de 200 hommes ont été testés et les échantillons ont été analysés par la scientifique Margaret Pereira, de Scotland Yard. Aucune correspondance n'a été trouvée.

## Jeanette Wigmore et Jacqueline Williams
Le 17 avril 1967, à 16 heures, Jeanette Wigmore et Jacqueline Williams, 9 ans, sont parties en balade à vélo après l'école. Vingt minutes plus tard, le père de Jeanette, Tony, a aperçu les deux fillettes jouer dans le chemin à l'arrière de sa maison. Il ne les a plus jamais revu.
Jeanette n'étant toujours pas rentrée à 18h45, son père a commencé à s'inquiéter et a pris sa voiture pour chercher les fillettes. Le père de Jacqueline, Terry, l'a rejoint ainsi qu'un certain nombre de villageois. À l'approche du crépuscule, Tony Wigmore s'est rendu dans une gravière désaffectée, connue sous le nom de Blake's Pit, sachant que sa fille y jouait parfois. La gravière se trouvait à la jonction entre Webbs Lane, Admoor Lane et Lambden's Hill, en face d'une gravière appelée Fisher's Gravel Pits. Il a trouvé les vélos des fillettes à Blake's Pit et peu de temps après, vers 20h30, il a découvert le corps de sa fille. Jeanette était allongée dans l'eau, face contre terre, au pied d'un talus. Le corps de Jacqueline a été découvert le même soir vers 22h45, à environ 90 mètres de celui de Jeanette. Elle aussi était allongée dans une mare d'eau, face contre terre, et avait été recouverte de feuilles et de brindilles.
L'autopsie, à nouveau effectuée par Keith Simpson, a révélé que Jeanette avait été poignardée à cinq reprises et que trois blessures à la gorge avaient causé sa mort. Jacqueline avait été étranglée à la main, puis noyée dans une mare d'eau. L'heure des décès a été fixée entre 17h30 et 18h45. Il a été suggéré que le tueur avait attaqué Jeanette en premier. Après l'avoir agressée sexuellement et assassinée, il se serait rendu compte que Jacqueline avait tout vu et l'aurait tué pour l'empêcher de parler.
Quatre-vingts policiers hautement qualifiés, ainsi que des agents de Scotland Yard, ont été mobilisés pour participer à l'enquête. La gravière a été asséchée et fouillée a l'aide de détecteur de métaux à la recherche de l'arme du crime. 1 350 témoignages ont été recueillis auprès des villageois et la peur a gagné le village, les parents s'assurant de ne jamais perdre de vue leurs enfants.
La population locale était persuadée que le meurtrier des deux fillettes était également le responsable de la mort de Yolande Waddington, en octobre de l'année précédente.

## Condamnation de David Burgess
Lors des interrogatoires, la police a découvert que deux frères travaillaient à la gravière Fisher au moment du meurtre des deux fillettes. Le frère aîné de David Burgess, John, a déclaré qu'une fois leur dernier collègue parti vers 18 heures, David avait traversé le chemin pour vérifier des collets à lapin près de la gravière Blake. David travaillait comme conducteur de tombereau dans les gravières et, après avoir soi-disant vérifié les collets, il est revenu au bureau entre dix et vingt minutes plus tard. Les deux frères ont quitté le travail à 18h45 et sont rentrés à leurs domiciles respectifs. David, ainsi que d'autres hommes du village, ont été appelés à donner à la police les vêtements qu'ils portaient le jour du meurtre des fillettes. Au cours de l'enquête, il a discuté avec les enquêteurs, admettant qu'il se trouvait en « position suspecte », puisqu'il se trouvait près de la gravière où les corps avaient été retrouvés. Il a également été interviewé par le Reading Evening Post le 20 avril, déclarant qu'il avait été interrogé par la police au sujet du meurtre de Yolande Waddington, car il avait perdu un couteau similaire à celui qui a été utilisé pour la poignarder.
Le groupe sanguin de Jeanette Wigmore était AB/MN, groupe sanguin très rare puisqu'il ne représente que 1,5% de la population. Des traces de sang de ce même groupe ont été retrouvées sur la botte droite que David Burgess portait le jour du meurtre. Cette découverte, ansi que le témoignage de son frère, ont permis d'inculper Burgess du meurtre de Jeanette Wigmore le 7 mai 1967. Quelques jours avant son arrestation, Burgess avait payé un verre au père de Jacqueline Williams au pub Six Bells. Il a été inculpé de son meurtre le 25 mai 1967.
Le procès de David Burgess a eu lieu aux Assizes de Gloucester en juillet 1967. Durant le procès, il a tenté de rejeter la faute sur un homme appelé « MacNab », originaire de Reading, qu'il prétendait avoir vu se tenir au-dessus du corps de l'une des fillettes, dans la gravière Blake, lorsqu'il est allé vérifier ses collets. Il a déclaré avoir pourchassé cet homme, qui l'aurait alors menacé plusieurs jours plus tard. Le procès a finalement établi que ce « MacNab » n'existait pas, et Burgess a été déclaré coupable des deux meurtres le 21 juillet 1967. Il a été condamné à deux peines de réclusion criminelle à perpétuité.
David Burgess est né à Beenham, il est le second d'une fratrie de cinq enfants. Sa mère avait quitté le Yorkshire pour s'installer dans la région, et la famille de son père vivait à Beenham depuis plusieurs générations. La famille Burgess vivait à Stoneyfields, un ensemble de logements sociaux construits dans le village dans les années 1940. David a fréquenté l'école primaire locale et a perdu son œil gauche lors d'un accident à l'âge de 8 ans. Il portait donc un œil de verre dont on disait qui lui donnait une expression de « regard fixe ». Une femme qui le connaissait a déclaré qu'il était « difficile de devenir son ami ». Il a quitté l'école à 15 ans pour travailler en tant que laboureur à la ferme Park, à Beenham. Il aimait braconner et on disait de lui qu'il était doué pour attraper les lapins. Peu de temps après sa condamnation, sa famille a quitté le village.

### Avancées de 2012
En janvier 1998, 31 ans après le meurtre de Yolande Waddington, la police a annoncé que des preuves seraient réexaminées dans l'espoir d'obtenir le profil ADN du meurtrier. L'affaire a été rouverte en 2010 par l'équipe d'examen des crimes majeurs de la Thames Valley Police. Un examen médico-légal détaillé a révélé que l'ADN de Burgess avait été trouvé sur le bandeau de Yolande ainsi que sur un sac d'engrais en polyéthylène et un peigne provenant de la scène de crime. Burgess a été inculpé pour son meurtre le 15 novembre 2011.
Le procès a eu lieu en 2012 et a duré cinq semaines. David Burgess, alors âgé de 64 ans, a déclaré qu'à l'époque du meurtre de Yolande, il buvait 10 ou 12 pintes de Guinness au pub Six Bells chaque soir. Il a déclaré avoir vu Yolande dans le pub le soir de son meurtre avant qu'elle ne parte vers 22h30. Il a indiqué avoir quitté le bar 15 minutes plus tard et être rentré chez lui. Le tribunal a appris qu'au fil des ans, Burgess avait avoué à des codétenus et des gardiens de prison qu'il avait tué Yolande. Lorsque la police l'a interrogé en 1968 au sujet de cette affaire, il leur avait répondu « vous allez devoir le prouver ».
Lors du procès, une ancienne habitante de Beenham a raconté comment, à l'âge de 14 ans, Burgess l'avait suivie et attaquée un soir alors qu'elle rentrait chez elle après avoir quitté une cabine téléphonique en janvier 1963. Le tribunal a également appris que Burgess avait été libéré de prison sous contrainte en mai 1996, mais qu'il ne s'était jamais présenté à la Leyhill Prison, comme exigé et qu'il avait été impliqué dans des incidents liés à l'alcool et à la violence. Il a ensuite pris la fuite pendant 17 mois avant d'être arrêté sur un parking de Portsmouth en février 1998, après avoir commis un vol à main armée dans une succursale de la banque Lloyds TSB à Havant. Il a été condamné à dix ans de prison pour ce délit en juin 1998,.
David Burgess a été déclaré coupable du meurtre de Yolande Waddington le 20 juillet 2012, puis a été condamné à 27 ans de prison trois jours après. Il n'a jamais été établi comment l'échantillon sanguin qu'il avait donné en novembre 1968 ait pu ne pas correspondre, mais la police a suggéré qu'il a pu être mal étiqueté ou que Burgess a pu persuader quelqu'un d'autre de donner un échantillon à sa place,.